# Aeroporto de Flórida (Cuba)
O Aeroporto de Flórida (IATA: ***, ICAO: MUFL) é um aeroporto localizado na cidade de Florida, município na província de Camagüey em Cuba. Situado a 495 quilômetros da capital do país Havana.